# Early Works for Me If It Works for You
Albums de Dntel
Something Always Goes Wrong
(2000)
Early Works for Me If It Works for You est un album de Dntel sorti en 1998.

## Morceaux
| No  | Titre                                | Durée |
| --- | ------------------------------------ | ----- |
| 1.  | Loneliness Is Having No One to Miss  | 4:06  |
| 2.  | High Horses Theme                    | 4:34  |
| 3.  | Pliesex Sielking                     | 5:07  |
| 4.  | Termites in the Bathtub              | 4:27  |
| 5.  | Fort Instructions                    | 4:58  |
| 6.  | Curtains                             | 3:52  |
| 7.  | Tybalt 60                            | 4:00  |
| 8.  | Danny Loves Experimental Electronics | 4:00  |
| 9.  | Sky Pointing                         | 3:56  |
| 10. | Casuals                              | 5:11  |
| 11. | Winds Let Me Down Again              | 4:04  |
| 12. | Jewel States, "The Door Borders"     | 4:16  |